# Callobius severus
Callobius severus là một loài nhện trong họ Amaurobiidae.
Loài này thuộc chi Callobius. Callobius severus được Eugène Simon miêu tả năm 1884.